# Otó III de Caríntia
Otó III de Caríntia i I de Tirol o Gorízia-Tirol (vers 1265 - mort 25 de maig de 1310) fou un membre de la família dels Meinardins. Fou co-duc de Caríntia, co-marcgravi de Carniola i co-comte de Tirol (Gorízia-Tirol) del 1295 al 1310. Era fill de Meinard II de Gorízia-Tirol, I de Caríntia i Carniola i de la seva esposa Isabel de Baviera o de Wittelsbach.
Otó va heretar un país ben organitzat, ja que el seu pare havia posat les bases per a una administració eficient mitjançant el foment i la creació de la Raitbuch (llibre de registre intern) i l'ús dels ministerials (funcionaris nobles). Otó va signar un tractat de límits amb el veí bisbat de Brixen, en el que es va establir la confluència dels rius Adige i el Avisio com a frontera entre Tirol i Brixen. Els germans Otó, Albert, Lluís i Enric a més van ser vogts dels bisbes de Trent.
El rei Albert I d'Alemanya va concedir a Otó diversos dret de duana. No obstant això, la cort d'Otó era una càrrega per a les seves finances. El més notable de la seva política econòmica va ser l'expansió i assegurament del mercat a Gries (ara part de la província de Bolzano) el 1305, competint amb el mercat central de la ciutat de Bolzano, que estava dominat pel bisbe.
Otó va morir el 1310 sense un hereu mascle. Com els seus germans Albert i Lluís ja havien mort el 1292 i 1305, respectivament, només va quedar el seu germà menor, Enric.

## Matrimoni i fills
L'any 1297 es va casar amb la duquessa Eufemia (1281-1347) una filla d'Enric V duc de Legnica. Van tenir quatre filles:
- Anna, que es va casar amb el comte palatí Rodolf II de Wittelsbach;
- Elisabet, casada amb el rei Pere II de Sicília;
- Úrsula i
- Eufèmia.